# Meon Valley Vikings
I Meon Valley Vikings sono stati una squadra di football americano di Gosport, in Gran Bretagna. Fondati nel 1986 come Gosport Vikings, hanno assunto il nome Meon Valley Vikings nel 1988 e hanno chiuso al termine della stessa stagione.

## Dettaglio stagioni

### Tornei nazionali

#### BGFL Premiership
| Stagione | regular season | regular season | regular season | regular season | regular season | regular season | playoff | playoff | playoff | playoff | playoff | playoff   | playoff    |
|          | Vin            | Par            | Per            | Tot            | PF             | PS             | Vin     | Per     | Tot     | PF      | PS      | risultato | avversaria |
| -------- | -------------- | -------------- | -------------- | -------------- | -------------- | -------------- | ------- | ------- | ------- | ------- | ------- | --------- | ---------- |
| 1988     | 7              | 1              | 2              | 10             | 256            | 74             | -       | -       | -       | -       | -       | -         | -          |
| Totale   | 7              | 1              | 2              | 10             | 256            | 74             | -       | -       | -       | -       | -       |           |            |

Fonti: Enciclopedia del Football - A cura di Roberto Mezzetti